# Riku Riski
Riku Olavi Riski (Turku, 16 d'agost de 1989) és un futbolista finlandès que juga a l'Helsingin Jalkapalloklubi. Anteriorment havia jugat al Turun Palloseura, al KS Widzew Łódź polonès, al Hønefoss BK, Rosenborg Ballklub i Odds Ballklubb noruecs, i també va estar cedit un temps a l'Örebro SK i l'IFK Göteborg suecs i al Dundee United Football Club escocès.
Va formar part de la selecció de futbol sub-21 de Finlàndia durant la classificació per a l'Eurocopa sub-21 de 2011. Va debutar amb la selecció absoluta el 9 de febrer de 2011 contra la selecció de Bèlgica.
Riski va rebutjar una convocatòria de la selecció finlandesa per a un campus d'entrenament d'hivern i dos partits amistosos a Qatar durant el gener del 2019 invocant «raons ètiques» en referència a les vulneracions de drets humans existents al país del Golf Pèrsic i les condicions d'explotació laboral amb què s'estaven construint els estadis per a la Copa del Món de Futbol de 2022.